# Бернабе, Алехандра
Алеха́ндра Бернабе́ де Сантья́го (исп. Alejandra Bernabé de Santiago; род. 12 ноября 2001, Мадрид) — испанская футболистка, защитник английского клуба «Челси» и сборной Испании.

## Клубная карьера
1 декабря 2018 года Бернабе дебютировала за взрослую команду «Мадрида» в матче Чемпионата Испании против клуба «Атлетик Бильбао».
В 2019 году Алехандра подписала контракт с «Атлетико Мадрид B», где регулярно играла во втором дивизионе Испании. В сезоне 2020/21 футболистка основной команды Кармен Менайо получила серьёзную травму в начале сезона и Бернабе стала регулярно выходить на замену за взрослую команду «Атлетико Мадрид». 3 октября 2020 года она дебютировала за основную команду в матче Чемпионата Испании против «Эспаньола». 15 декабря 2020 года Алехандра впервые сыграла в Лиге чемпионов УЕФА, в ответном матче 1/16 финала против клуба «Серветта».
В сезоне 2021/22 Бернабе перешла в «Эйбар» на правах аренды. 5 сентября 2021 года она дебютировала за новый клуба в Чемпионате Испании против «Севильи» и отдала две голевые передачи. В том сезоне у Бернабе были проблемы с лодыжками, из-за чего она не смогла принять участие в большинстве матчей, а клуб по итогу сезона вылетел во второй дивизион.

## Достижения
Сборная Испании (до 17)
- Чемпионка Европы: 2018